# زیروروکاری

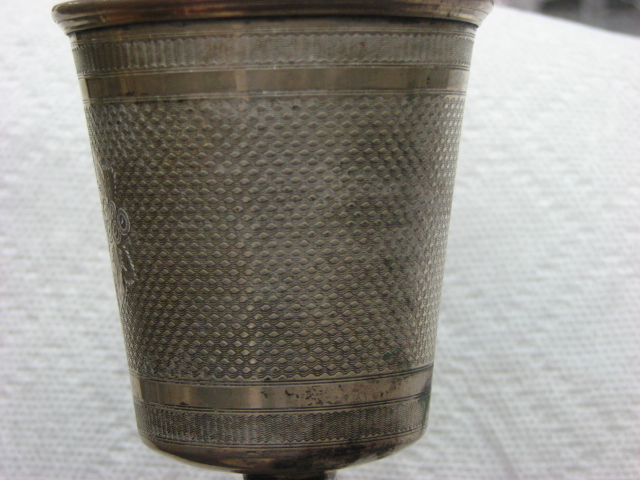
زیروروکاری بدونلعاب.

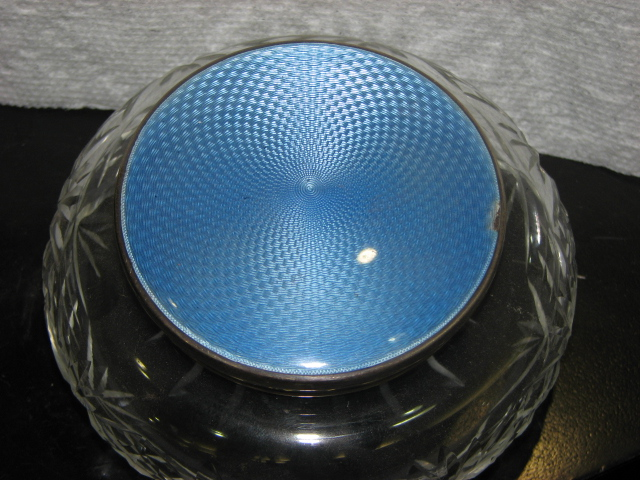
زیروروکاری با لعاب.

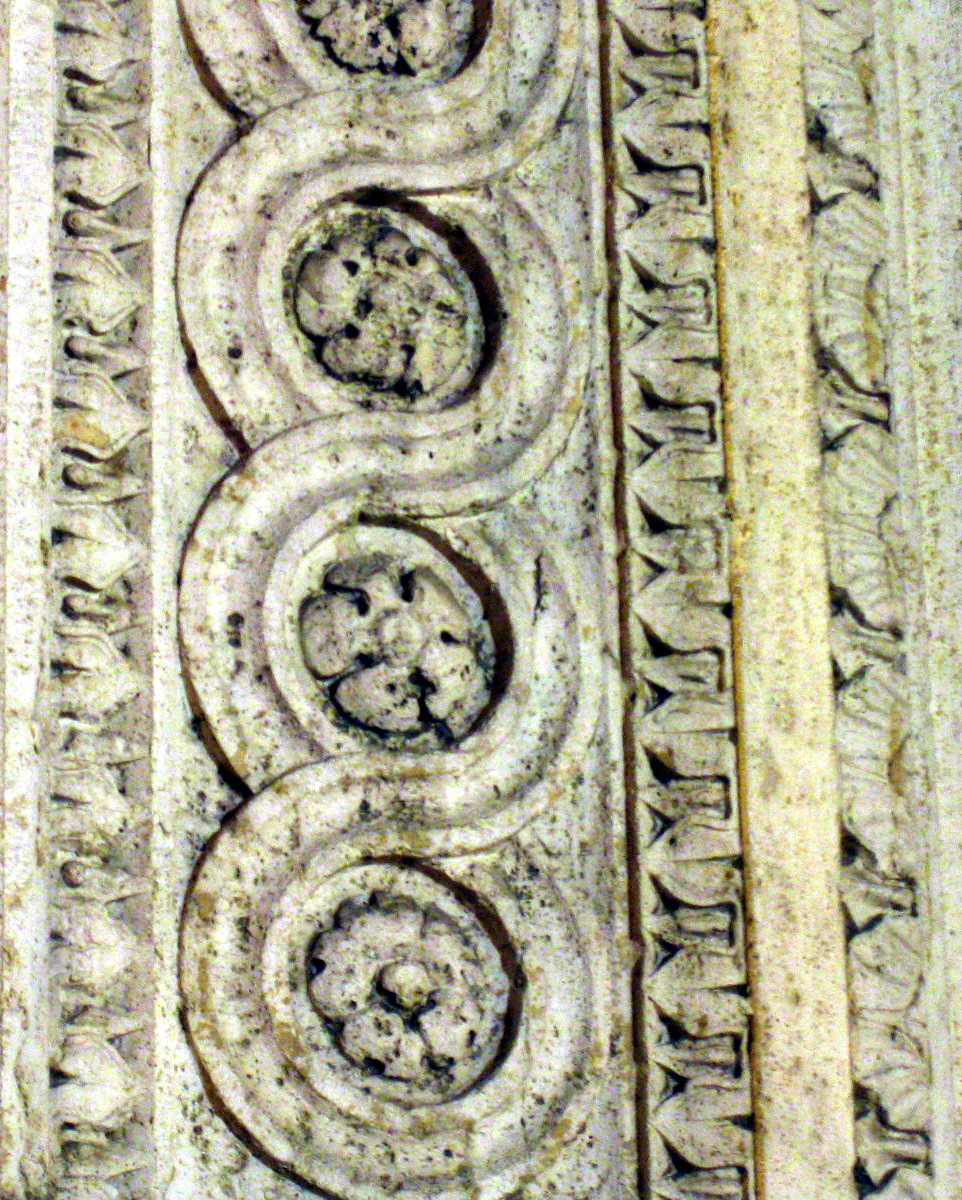
زیروروکاری بر روی اطراف درب ورودی سان سالواتوره این لاوره در رم.

زیروروکاری یا گیوش (Guilloché) یکی از تکنیک‌های کنده‌کاری تزئینی است که در آن الگویی خیلی دقیق و معمولاً ریز، به طور مکانیکی به دفعات زیاد بر روی سطح جسمی حک می‌شود.
به ساخت تزئینات دارای نوارهای زیر و رو و درهم‌بافته در معماری نیز زیروروکاری می‌گویند ولی امروزه به طور کل به هر طرح درهم‌بافته‌ای که بر روی فلز، چوب یا سنگ حک شود یا به شکل چاپ شده نقش ببندد زیروروکاری یا گیوش گفته می‌شود.